# Live (album d'UFO)
Pour les articles homonymes, voir Liste des albums intitulés Live et Live.
Albums de UFO
Flying (One Hour Space Rock)
(1971) Phenomenon
(1974)
Live, paru en septembre 1972, est le troisième album du groupe de rock britannique, UFO (le premier en public).

## L'album
Enregistré à l'Hibiya Park de Tokyo lors de la tournée japonaise de 1971, Live est d'abord sorti au Japon le 20 décembre 1971 sous le nom d' UFO Landed Japan sans que le groupe en soit informé.
Il s'agit du troisième et dernier album avec Mick Bolton, remplacé en 1972 par Larry Wallis puis par Bernie Marsden et enfin, en 1973, par Michael Schenker.
Les trois titres de la première face sont des reprises. Il est le dernier album de l'époque space rock du groupe qui va évoluer vers le hard rock avec l'arrivée de Schenker et l'album Phenomenon.
Cet album fit une apparition de quatre semaines dans les charts allemands où il atteindra la 23e place.

## Les musiciens
- Phil Mogg : voix
- Mick Bolton : guitare
- Pete Way : basse
- Andy Parker : batterie

## Les titres
Face 1
| No | Titre            | Auteur                        | Durée |
| -- | ---------------- | ----------------------------- | ----- |
| 1. | C'mon Everybody  | Eddie Cochran, Jerry Capehart | 4:30  |
| 2. | Who Do You Love? | Elias McDaniel                | 9:39  |
| 3. | Loving Cup       | Paul Butterfield              | 5:22  |

Face 2
| No | Titre                                       | Auteur                                        | Durée |
| -- | ------------------------------------------- | --------------------------------------------- | ----- |
| 4. | Prince Kajuku / The Coming of Prince Kajuku | Mick Bolton, Phil Mogg, Andy Parker, Pete Way | 8:30  |
| 5. | Boogie for George                           | Bolton, Mogg, Parker, Way                     | 11:30 |
| 6. | Follow You Home                             | Way                                           | 6:29  |

Titre Bonus de la réédition 2008
| No | Titre                       | Auteur      | Durée |
| -- | --------------------------- | ----------- | ----- |
| 7. | Loving Cup (Single version) | Butterfield | 3:59  |

## Informations sur le contenu de l'album
- C'mon Everybody, Who Do You Love, Boogie for George et Follow You Home sont tirés de l'album UFO 1, Prince Kajuku / The Coming of Prince Kajuku proviennent de l'album Flying (One Hour Space Rock) et Loving Cup est un titre inédit.
- C'mon Everybody est une reprise d'Eddie Cochran (1959)
- Who Do You Love est une reprise de Bo Diddley (1956)
- Loving Cup est une reprise du Paul Butterfield Blues Band (1964)

## Classement
| Pays                          | Durée du classement | Meilleur classement | Date              |
| ----------------------------- | ------------------- | ------------------- | ----------------- |
| Allemagne (GfK Entertainment) | 4 semaines          | 23e                 | 15 septembre 1972 |